# Jakob Manjackal
Jakob Manjackal  (angleško James Manjackal) je katoliški duhovnik, salezijanec, misijonar in pomemben član karizmatičnega gibanja. * 18. april 1946 Čeruvali pri Kotajamu, (država Kerala, Indija). 

## Življenjepis
Jakob Manjackal se je rodil v vasici Čeruvaliju na skrajnem jugu Indije v zvezni državi Kerali, kjer kristjani tvorijo močno manjšino. Vstopil je v red misijonarjev sv. Frančiška Saleškega, ki v širšem pomenu besede spadajo v družino salezijancev - saj oboji imajo istega zavetnika, Svetega Frančiška Saleškega. 23. aprila 1973 je bil posvečen v duhovnika. Od takrat opravlja evangelijska potovanja v sedeminosemdeset držav na vseh celinah, vključno z ZDA, Nemčijo, Slovenijo, Hrvaško, Bosno in Hercegovino, Srbijo in Avstrijo. 

#### Kako se je znebilmanjvrednostnega občutka
Oče Jakob Manjackal rad pripoveduje, kako je od plašnega duhovnika-novomašnika, ki zaradi strahu ni mogel odpreti ust pred množico, postal pogumen misijonar sv. Frančiška Saleškega, ki še danes potuje po vsem svetu, z navdušenimi pridigami spodbuja k spreobrnitvi ter zdravi dušne in telesne bolezni.
Pravi, da je v otroštvu je svojo mamo slišal moliti k Svetemu Duhu; iz katekizma in iz bogoslovskih študijev je vedel, da je Sveti Duh tretja Božja oseba Svete Trojice, vendar ni nikoli izkusil njegovega delovanja, dokler ni nad njim goreče molil mlad spreobrnjenec. Po mašniškem posvečenju 23. aprila 1973 je leto dni delal v visakhapatnamskem misijonu, nato pa se mu je izpolnila dolgoletna želja, da je postal profesor v semenišču Etumanuru v Kerali. To mu je pomenilo cilj srečnega življenja, ki je bil povezan s sorazmernim udobjem in varnostjo.
Do prenovitvenih gibanj je bil takrat zadržan, celo sovražno razpoložen; kljub temu je po letu 1975 odšel s prijateljem na karizmatični seminar v Punu na severu Indije, ki ga je vodil pridigar in pevec James d'Souza; med molitvijo nad njim mu je dejal: "Jakob, nekega dne boš karizmatični pridigar", kar ga je spravilo v smeh, saj mu je pridiganje pomenilo pravo mučeništvo. Menil je, da ni treba nad njim moliti za ozdravljenje dušnih ran, saj se je počutil zdravega kot riba v vodi. V osnovni šoli in v semenišču ni bil sposoben prosto povedati niti enega stavka; tudi prva pridiga po svetem mašniškem posvečenju je bila prava polomija: uspel je izreči le pozdravne besede in že se mu je zataknilo, pripravljenega osnutka pa ni mogel najti, čeprav ga je zataknil v mašno knjigo.  
Kmalu po tem seminarju pa je prvič v življenju hudo zbolel ter več kot štiri mesece preležal po bolnišnicah. Popolnoma je oslabel in zaradi hudih trebušnih bolečin ni mogel jesti, in je izbruhal celo tablete. Končno so zdravniki ugotovili ledvično tuberkulozo oteženo s kamni in vnetjem; predpisali so mu 90 injekcij, nato operacijo ter jemanje zdravil še skozi dve leti. Teden dni od začetka zdravljenja pa je dobil nepričakovan obisk. K njegovi postelji je pristopil neki nepoznani, dvajsetletni mladenič z vprašanjem:
»Oče, ali želite, da molim nad vami za vaše ozdravljenje?« ter je brez čakanja na dovoljenje položil roke na njegovo glavo in začel moliti. Molil je: 
»Oče naš, ki si v nebesih, pošlji zdaj svojega Sina Jezusa k temu duhovniku, ki boleha za jetiko, kamni in vnetjem, ter mu povrni popolno zdravje telesa in duše.« Sam oče Jakob pravi: »Začutil sem moč, ki je tekla iz njegovih rok vame med njegovo glasno molitvijo, ki sem se ji pridružil tudi sam.« Zali mladenič je nadaljeval, da je Jakob sicer dober duhovnik, vendar ne more oznanjati evangelija, ker je sramežljiv in plašen zaradi občutka manjvrednosti, ki se je vanj zagrizel že v otroštvu. Res se je počutil takega, saj so ga bratje zaradi debelosti klicali »debelko«, sošolci pa zaradi temne barve »črnuh«, kar jim je seveda hudo zameril. Ta fant je prosil Svetega Duha, naj mu ozdravi te njegove notranje rane in zamere ter ga napolni z odpuščanjem in ljubeznijo. Ni mogel razumeti, kako da je ta nedavno spreobrnjeni fant bral njegovo notranjost kot iz odprte knjige ter se začel sramovati svojih slabosti in grehov, ki jih je enega za drugim našteval karizmatik; med njimi je poudaril zlasti njegovo hudo zamerljivost, ki ga je pravzaprav najbolj ovirala v sproščenem delovanju. 
Jakob je tedaj začutil prijetno toploto po trebuhu in v ledvicah, ki ga naenkrat niso več bolele ter niti ni opazil, kdaj je mladenič odšel molit nad drugimi bolniki. »Zdaj je Sveti Duh tudi meni pokazal moje grehe, ki sem se jih spovedal, in tudi tiste, ki sem jih zaradi strahu ali sramu pri spovedi zatajil.« Spoznanje njegove grešnosti ga je tako zmedlo, da je hotel postati drug človek, svet duhovnik, in se je počutil tako nevrednega in osramočenega, da je pomislil celo na zapustitev duhovniške službe. 
V tem obupu je prvič v življenju zagledal Kristusa obdanega z angeli, ki ga je pomiril, češ da je on njegov duhovnik za vedno, da mu odpušča grehe ter da ga prenavlja. "Že takrat, ko sem začel živeti pod srcem moje matere Marije, si bil tam kot duhovnik in sodeloval pri mojem večnem duhovništvu. Odpuščam ti vse tvoje grehe in te delam popolnoma novega", ga je slišal govoriti. Začutil je bližino Matere Marije, kar ga je popolnoma potolažilo, umirilo in ozdravilo. 
V tem triurnem zamaknjenju je dobil smernice glede življenjske spovedi, sprave s svojimi nasprotniki in glede oznanjevanja. Ko se je prebudil iz teh lepih sanj, je zagledal pred seboj bolničarko s tabletami in injekcijami. Čeprav se je počutil zdravega, je vzel tablete in prejel injekcijo. Prvič po nastopu bolezni pa je trdno zaspal brez pomirjeval vse do štirih zjutraj. Ko se je zbudil čil in zdrav, je zmolil jutranje molitve ter se odpravil na sprehod za eno celo uro, čeprav prej ni mogel niti vstati s postelje. 
Nato je odšel maševat v kapelo pred več kot sto petdesetimi ljudmi in brez kakršnekoli priprave navdušeno pridigal celih osemnajst minut ter gledal ljudi naravnost v obraz. Po maši je zdravnik, ki je tudi opazil spremembo, dal ponoviti vse laboratorijske preiskave ter nato potrdil, da so Jakobove ledvice popolnoma ozdravele, da lahko preneham jemati zdravila in da lahko gre domov. 
Jakob ni zapustil le bolnišnice, ampak tudi priljubljeno profesorsko službo z novimi načrti kot odločen oznanjevalec. Od 17. februarja 1976, ko je vodil svoj prvi karizmatični seminar v malajalamski Kerali, se je posvetil samo svojemu novemu poklicu.

## Delovanje
Njegova duhovniška služba vključuje predavanja, seminarje in premišljevanja, obhajanje ozdravitvenih služb, pa tudi vodenje oznanjevalnih šol. 
Leta 1989 je Jakob Manjackal ustanovil duhovno središče  »Charis Bhavan« v Kerali, ki ga je kot ravnatelj vodil skozi šest let. Napisal je tudi številne knjige o katoliški karizmatični prenovi. Njegova dela vsebujejo praktična navodila za prenovo v Svetem Duhu, obenem pa odsevajo njegovo duhovniško službo in z njo povezane dogodke in doživetja. Izšla so v številnih jezikih.
Letošnje leto (2023) je oče Jakob opravljal svojo dejavnost po različnih evropskih deželah.

### Potovanja
Očeta Jakoba je vodila gorečnost tudi na oznanjevalne duhovne prenove v islamskih državah, kot so Saudska Arabija, Jemen in Združeni arabski emirati, kjer je veliko trpel od kristofobnih muslimanskih skrajnežev.
Podal se je torej celo v Jemen, kjer divja že leta državljanska vojna, in kjer so bile že dvakrat tarča napada sestre ljubezni Matere Terezije, ki so jih skrajneži vse pomorili; pri zadnjem takem poboju je skoraj po čudežu ostal živ le salezijanec Tom.  
Jemenske oblasti so nastopile tudi zoper Jakoba in ga zaprle, ker je med tamkajšim seminarjem (tj. med duhovno obnovo) delil rožne vence ne le katoličanom, ampak tudi muslimanom, ki so se teh ozdravitvenih molitev udeleževali. Pripor so utemeljevali, češ da je v tej deželi pod smrtno kaznijo prepovedana delitev krščanskih simbolov pripadnikom islama. Ko je čakal na sodbo, je našel v nekem žepu pametni telfon in v njem naslov nekega prijatelja, ki ga je na sodišču izgovoril, češ da je nabožne predmete namenil le za kristjane. Poleg tega je doživljal med svojimi nastopi tudi veliko žalitev in nerazumevanj ne le od strani svojih nasprotnikov, ampak celo več od svojih prijateljev.

### Obisk v deželah bivšeJugoslavijein vSloveniji
On je v času šolanja hrepenel po odhodu na študij v tujino, sedaj pa se mu je izpolnila želja z nenehnim oznanjevanjem v tujini; med drugim je 2005 vodil duhovno obnovo v Subotici in istega leta tudi v Slovenijina Kureščku.
Kljub letom in hudim preizkušnjam, mučenjem in preganjanjem tudi letos – 2025 je zopet na Kureščku v Sloveniji od 8. do 10. avgusta  in čeprav na vozičku – zopet vodi obnovitvena srečanja in molitve za ozravljenje po več državah Evrope.

### Ozdravljanje
Osrednje delo karizmatikov – tako tudi očeta Jakoba, je usmerjeno na zdravljenje dušnih in tudi telesnih ran navzočih - ne glede na vzrok in nastanek. Med seminarjem med molitvijo za bolnike ima navado, da pove, koliko ljudi ozdravlja in od katerih bolezni; navadno gre za mnogo različnih telesnih, duševnih ali dušnih bolezni; med nje se lahko prištevajo tudi ozdravljenja od hotniškega nagnjenja, ki ga nekateri imajo za prirojeno, drugi za bolezensko, tretji za protinaravno in torej grešno. 
Oče James Manjackal navaja, da je večkrat molil za ozdravljenje in osvoboditev ljudi, ki so bili v tem pogledu duhovno ranjeni ne glede na to, kaj je povzročalo njihovo stanje. Med drugimi razlogi so nekateri v otroštvu trpeli zlorabe. Po molitvi večinoma niso več čutili tega nagnjenja, ki se je začelo usklajati z njihovim spolom; prekinili so s prejšnjim načinom življenja, se poročili in ustvarili družino. Karizmatiki na splošno menijo, da hotništvo ni bolezen, ampak grešna usmerjenost, na katero največkrat vpliva okolica. Kljub temu je tudi to nagnjenje z molitvijo in zakramenti, zlasti z iskreno spovedjo in odpovedjo možno usmerjati, urejati in brzdati.

## Slikovna zbirka

### Seminar vSuboticivVojvodinioktobra 2005
- Mladi pevci in muzikantje so prišli poveličevat slovesnost iz Zagreba
- Središče karizmatičnega gibanja je sveta maša
- Pri duhovni obnovi so sodelovale tudi redovnice, Kornelija, Cecilija idr.
- Duhovniki se pogostoma priporočajo karizmatiku o. Jakobu v molitev
- Z očetom Jakobom je somaševal tudi župnik in urednik Zvonik-a Anišić
- Duhovnikov nasvet, odveza in blagoslov pomagajo vernikom
- Oče Jakob veliko moli nad ljudstvom
- Za red in druge potrebe so skrbeli prizadevni prostovoljci
- Svetemu Antonu so se priporočali romarji iz Mužlje
- Zavzeto so sodelovali tudi bogoslovci iz bližnjega Paulinuma
- Vernikov se je na srečanju kar trlo
- Oče Jakob postavlja v središče pobožnosti Sveto Rešnje telo
- Med verniki je bila tudi publicistka Aranka Palatinus in drugi izobraženci
- Mlad mož pričuje o svojem nenadnem ozdravljenju
- Družina Ördög in Mezei iz Ečke, Zanai in Szabó iz Mužlje sledita seminarju

### Seminar naKureščkuvSlovenijijulija 2005
- Na Kureščku so mnogi romarji spremljali seminar odzunaj
- Na travniku je bilo prostora za vse vernike
- Pre šotorom je tudi možno spremljati predavanja
- Oče Jakob spodbuja ljudi k življenjski spovedi
- Verniki se spovedujejo kar na prostem
- Oče Jakob moli nad ljudstvom
- Na seminarju se vrstijo predavanja, petje in molitev
- Množica se je zbrala na Kureščku k seminarju za duhovno in telesno zdravje
- Mnižica v trenutkih tišine premišljuje povedano
- V šotoru je tudi priložnost za življenjsko spoved
- Molitev, maša, poslušanje, petje - tu so tudi dobri pevci in igralci
- Mladina ima tudi inštrumente, da lahko petje spremlja
- Jakob Manjackal je zaradi oznanjevanja veliko prestal
- Otroci preprosto sprejemajo versko nadahnjeno okolje
- Ob misijonarjevih domislicah tudi duhovniki zaploskajo
- Novozavezna množica slavi Boga v šotoru kot v Stari zavezi
- Jakob Manjackal širi roke, da bi objel vse ljudi
- Duhovno obnovo dejavno spremljajo tudi duhovniki Franc Špelič, Tone Košir, Stanislav Duh.
- Slovenski prevajalec se trudi kar najbolje prevesti misijonarjevo angleščino
- Mladi pevci so nepogrešljivo spremstvo duhovnih karizmatičnih srečanj